# Ocotea nigrita
Ocotea nigrita är en lagerväxtart som först beskrevs av C.L. Lundell, och fick sitt nu gällande namn av C.L. Lundell. Ocotea nigrita ingår i släktet Ocotea och familjen lagerväxter. Inga underarter finns listade i Catalogue of Life.